# Repli-Kate
Repli-Kate ist ein Spielfilm des Regisseurs Frank Longo aus dem Jahr 2002 mit Ali Landry und James Roday in den Hauptrollen.

## Handlung
Max und Henry arbeiten in einem Labor an einer Maschine, die Klone herstellen kann. Bei Frauen haben die beiden keinen Erfolg. Als sich die attraktive Journalistin Kate für ihre Erfindung interessiert und das Labor besichtigt, fertigt Max eher versehentlich einen Klon der Frau an.
Er nimmt die Kopie von Kate, die mit dem Original äußerlich identisch, aber zunächst geistig auf dem Niveau eines Kleinkindes ist, mit zu sich nach Hause. Hier lernt sie unter Max’ und Henrys Einfluss schnell, sich wie ein Mann zu benehmen und zum Beispiel gern Bier zu trinken und sich für Football zu interessieren. Schließlich wird sie auch Max’ Liebhaberin. Doch dieser erkennt, dass er nur die echte Kate begehrt.
Als Laborleiter Dr. Jonas die Kate-Kopie entdeckt und so erkennt, dass mit seiner Erfindung auch Menschen geklont werden können, bringt er beide Kates in seine Gewalt um sie als von ihn geschaffene wissenschaftliche Sensation zu präsentieren. Max und Henry retten Kate, indem sie einen Klon von Dr. Jonas erstellen.
Am Ende kommt Max mit Kate zusammen und Henry mit dem Kate-Klon.

## Kritik
„Science-Fiction-Komödie mit wenigen hübschen Einfällen, die sich ebenso uninspiriert wie ohne inszenatorische Eleganz dahin schleppt“